# 磐城橋
磐城橋（いわきはし）は、福島県いわき市にある道路橋である。

## 概要
- 全長：149.0m
  - 主径間：41.0m
- 幅員：7.5（12.5）m
- 形式：4径間連続非合成鋼鈑桁橋
- 竣工：1988年

いわき市平市街地北側にて二級水系夏井川を渡り、国道399号を通す。南詰は平下平窪字鶯内に位置し、福島県道248号小川赤井平線と分岐する丁字路がある。北詰は平下平窪字曲田に位置し、付近には新常磐交通磐城橋バス停が設置されている。

## 沿革
- 江戸時代より、当地には曲田橋という名の橋が架けられており、磐城平藩に2か所あった処刑場の一つが設置されていた。
- 1942年12月 - 先代の橋梁が建設される。
  - 全長：136m
  - 幅員：5.5m
  - 形式：8径間RCT桁ゲルバー橋
- 1981年度 - 幅員狭小、老朽化対策のため、主要地方道いわき古道線の地方道橋梁整備事業として架け替えが事業化される。
- 1982年4月1日 - 当路線が国道399号に指定されたため、国道橋梁整備事業に事業名が変更される。
- 1988年 - 現在の橋梁が完成する。総工費は9億7900万円[1]。
- 2019年10月12日 - 令和元年東日本台風（台風19号）による大雨により夏井川が増水し、当橋梁の直上流で左岸堤防が決壊し、橋梁周辺の下平窪地区で広範囲の浸水被害が発生した。

## 周辺
- 平北部学校給食共同調理場
- 新常磐交通磐城橋バス停